# Ordbok över Finlands svenska folkmål
Ordbok över Finlands svenska folkmål är en ordbok som bygger på uppteckning och inspelning av svenska dialekter i Finland från 1850-talet fram till våra dagar. 
Materialet på över en miljon registerkort har främst samlats in av Svenska landsmålsföreningen i Helsingfors (under tiden 1874–1892), Svenska litteratursällskapet i Finland (1888–), Folkmålskommissionen (1928–1976) och Forskningscentralen för de inhemska språken (1976–). Redigeringen av materialet för ordboken inleddes 1959 av Folkmålskommissionen och övertogs 1976 av den statliga Forskningscentralen för de inhemska språken, nuvarande Institutet för de inhemska språken, som bildats samma år.
Ordboken redovisar dialekternas hela ordförråd i den utsträckning det har upptecknats. Den beräknas komma att uppta omkring 125 000 ord med uttals- och böjningsformer samt ordförklaringar och exempel på språkbruk, i tryck omfattande sju band om sammanlagt omkring 4 500 sidor. Fyra band, abbal–och, har hittills kommit ut: 1982, 1992, 2000 och 2007. Numera utkommer ordboken digitalt. Huvudredaktör 1960–1981 var professor Olav Ahlbäck, från 1981 filosofie doktor Peter Slotte och sedan 2009 filosofie doktor Caroline Sandström.

## Webbversion
Ordbok över Finlands svenska folkmål har funnits på internet sedan juni 2013 då avsnittet I–K publicerades på Institutet för de inhemska språkens webbplats. Det följdes av avsnitten A–H och L–O, därefter har ordboken uppdaterats fortlöpande med nyskrivna artiklar.

## Konvertering till IPA
I ordboken används en ”fin beteckning” (fonetiskt detaljerad) och en ”grov beteckning”. Den fina beteckningen bygger på landmålsalfabetet, men många tecken är utbytta mot det vanliga alfabetets tecken, i vissa fall modifierade. År 2023 framställde Institutet för de inhemska språken i Finland en konverteringstabell från ordbokens finare beteckning till Internationella fonetiska alfabetet (IPA) i samband med införande av dialektord från Ordbok över Finlands svenska folkmål till Wikidata.